# Bootylicious
Singles de Destiny's Child
Survivor
(2001) Emotion
(2001)
Bootylicious est une chanson R'n'B du groupe américain Destiny's Child. Elle a été écrite et produite par Rob Fusari, Falonte Moore, et la membre du groupe Beyoncé Knowles pour le troisième album studio du groupe Survivor en 2001, et contient un important échantillon de l'enregistrement de 1981 Edge of Seventeen, qui a écrit et produit par Stevie Nicks.
La chanson a été sortie comme le second single de l'album en 2001 et devient le quatrième single numéro un non-consécutif du groupe aux États-Unis. Il atteint également le top cinq en Australie, Canada et au Royaume-Uni.

## La chanson et son succès
La chanson Bootylicious est à propos d'une femme confiante en train de railler un homme, suggérant qu'elle n'est pas prête parce que son corps est « trop excitant ». Beyoncé Knowles a déclaré dans sa tournée I Am... Yours qu'elle a trouvé l'inspiration pour écrire la chanson pendant un vol pour le Japon quand elle écoutait le riff de guitare de la chanson de Stevie Nicks Edge of Seventeen, qui lui rappelait une « femme voluptueuse ». Les producteurs de musique de disque de platine Rob Fusari et Falonte Moore ont produit cet enregistrement et ils incluent un échantillon de la chanson de Stevie Nicks, et Stevie elle-même a apparu au début de la vidéo. C'est également l'une des rares fois que Kelly Rowland prend la tête, avec deux versets et une pour Beyoncé Knowles, même si que Knowles a encore les ad libs. Malgré le rôle de leader de Rowland dans la chanson, Kelly Rowland a mentionné que Bootylicious est pour elle la chanson la plus irritante des Destiny's Child étant donné qu'elle l'a entendue trop de fois.

## Ventes
Bootylicious débute à la 66e position du Hot 100 le 9 juin 2001 et monte à sa meilleure position neuf semaines plus tard, et reste dans le classement pendant une période relativement courte de dix-neuf semaines. La chanson devient le cinquième numéro un consécutif des Destiny's Child dans le classement Hot 100 Airplay, bien que Loverboy de Mariah Carey l'empêchant de prendre la première place du Hot 100 Singles Sales.
Au Royaume-Uni, Bootylicious est sorti le 23 juillet 2001 et a débuté la deuxième place du classement des singles derrière le single de Atomic Kitten Eternal Flame. Il s'est vendu à plus de 169 000 exemplaires et a propulsé Survivor à la tête du classement officiel des albums britanniques.

## Remixes
Un  remix dans un style hip-hop (le Rockwilder Remix) a été produit par Rockwilder, Knowles, et Missy Elliott. Cette version a été publiée dans les marchés urban, et a un clip vidéo basée sur la culture hip-hop pour l'accompagner, où Beyoncé porte une ceinture qui a le mot Bootylicious mal orthographié en Bootyliciuos, comme l'a souligné Carson Daly dans un épisode de Total Request Live.
Une combinaison des chants R'n'B de la chanson et de la musique grunge rock de Smells Like Teen Spirit de Nirvana est l'un des exemples les plus connus du genre « mash-up », où des éléments de chansons apparemment incompatibles sont mélangés. Un autre mashup, plus tard, utilise la musique de Superstition de Stevie Wonder avec les chants de Bootylicious.

## Clip vidéo
Le clip vidéo de Bootylicious, réalisée par Matthew Rolston, montre les Destiny's Child faisant des pas de danse de la célèbre interprétation de Billie Jean de Michael Jackson de l'émission spéciale Motown 25: Yesterday, Today, Forever. Pendant la vidéo, des mouvements de plusieurs autres vidéos de Michael Jackson peut être considérée comme des parties de la chorégraphie à partir de Thriller, Beat it, Bad et The Way You Make Me Feel. Les mouvements de danse qui ont été utilisés par Jackson durant les performances live de They Don't Care About Us peuvent être vus aussi.
Pendant que le groupe danse, les membres apparaissent dans plusieurs costumes différents. Ces scènes sont intrusifs avec le groupe dansant en face d'un troupe de danseurs entièrement masculin. Stevie Nicks fait une apparence au début de la chanson de la vidéo. Solange Knowles, la sœur de Beyoncé, fait également une brève apparition dans la vidéo.
Le clip vidéo est présent sur l'édition DualDisc de l'album Number 1's et en tant que vidéo bonus sur les éditions britanniques et françaises du single. La vidéo pour le Rockwilder Remix avec Missy Elliott est sorti sur le single Emotion Bootylicious Survivor - The Urban Remixes.

## Performances lives
Destiny's Child a ouvert les 1er BET Awards avec une interprétation de Bootylicious.

## Importance culturelle
La chanson a créé une controverse modérée, dans un temps où la teen pop de la fin des années 1990 a repoussé les limites de la sexualité féminine. Destiny's Child ont réclamé que c'est « amusant et tous publics » et la confiance dans l'image corporelle même si les paroles du clip vidéo suggère beaucoup plus avec le groupe qui porte beaucoup de maquillage, vêtements moulants, faisant une danse sexuellement suggestifs, ainsi que la vidéo mettant en vedette les gros plans sur les fesses de plusieurs danseurs.
Le groupe a ensuite interprété la chanson en face de Jackson pour son concert de son trentième anniversaire de carrière, avec leur restitution de ses mouvements de dance. Avant la première de la vidéo sur Making the Video de MTV, les filles ont dédicacé la vidéo à Michael Jackson.
La chanson a popularisé le terme valise « bootylicious », une combinaison des mots fesses (booty) et délicieux (delicious). Le succès de la chanson est venue après la hausse de la visibilité médiatique de personnalité voluptueuses « non-maigre » comme Jennifer Lopez et plus tard Beyoncé. Il y avait une perception des médias que l'apparition de ces femmes correspond à une appréciation des soi-distantes hanches et cuisses communes plus négligées dans les formes des afro-américains, des hispaniques et de certaines femmes du Moyen-Orient. Le néologisme approuvé « Bootylicious » est entré dans le langage courant anglais dans le cadre du « crossover » de la culture populaire afro-américaine, de la mode et de la politique sexuelle.

## Crédits et personnel
- Chants: Kelly Rowland (2 couplets et 1 pont), Beyoncé Knowles (1 pont) et Michelle Williams (1 pont)
- Production vocale: Kelly Rowland, Beyoncé Knowles et Falonte Moore

## Track lisitings
CD Single Europe/Australie
1. Bootylicious : 3:29
2. Survivor (Jameson Full Vocal Remix) : 6:18
3. Survivor (Digital Black-N-Groove) : 3:58
4. Survivor (CB200 Club Anthem Mix) : 6:21
5. Independent Women Part 1 (Live aux The Brits 2001) : 3:52

CD Single Bonus France
1. Bootylicious
2. Bootylicious (Remix Ed Case)
3. Bootylicious (Remix M&J Jelly)
4. Bootylicious (Clip vidéo)

CD Single Partie 1 Bonus Royaume-Uni
1. Bootylicious (Version Album)
2. Bootylicious (Ed Case Refix)
3. Cards Never Lie
4. Bootylicious (Clip vidéo)

CD Single États-Unis
1. Bootylicious (Version album)
2. Bootylicious (Richard Vission's V-Quest)

Maxi Single États-Unis
1. Bootylicious (Version album)
2. Bootylicious (Richard vs V-Que Remix)
3. Bootylicious (Richard vs DJ du Remix)
4. Bootylicious (Big Boyz Remix)
5. Bootylicious (Case Remix)

Vinyle États-Unis
Face A
1. Bootylicious (Richard Vission's V-Quest)
2. Bootylicious (Richard Vission's D.J. Dub)

Face B
1. Bootylicious (Big Boyz Remix)
2. Bootylicious (Big Boyz Remix Instrumentale)
3. Bootylicious (Version album)
4. Bootylicious (Album Instrumentale)

## Formats et remixes
Officiel
- Bootylicious (Version Album)
- Bootylicious (Album Instrumentale)
- Bootylicious (Album A Cappella)
- Bootylicious (Big Boyz Remix)
- Bootylicious (Big Boyz Remix Instrumentale)
- Bootylicious (Ed Case Refix) — alias (Case Remix)
- Bootylicious (Freeform Reform) — alias (Freeform Five Remix) — pas sorti
- Bootylicious (Love: Destiny Version)1
- Bootylicious (Love: Destiny Video Version)1 — pas sorti'
- Bootylicious (M&J's Jelly Remix)
- Bootylicious (Richard Vission's Club Mix)
- Bootylicious (Richard Vission's D.J. Dub)
- Bootylicious (Richard Vission's V-Quest Remix)
- Bootylicious (Richard Vission's Edit)
- Bootylicious (Rockwilder Remix) (avec Missy Elliott) — avec un clip vidéo séparé
- Bootylicious (Rockwilder Remix Instrumentale)
- Bootylicious (Rockwilder Remix A Cappella)
- Bootylicious (Version radio)

Notes
- 1 Le Love: Destiny Version contient des chants ré-enregistrés de Beyoncé dans le refrain. Cette version est sortie sur le EP de 2001 Love: Destiny. Toutefois, la version utilisée dans la publicité TV contient des voix additionnelles avec des paroles différentes dans l'intro et dans le refrain, qui reste inédit.

Non officiel
De nombreux mixes non officielles ou de bootleg ont été sorties sur cette piste, utilisée sur un vinyle limité en promi ou des versions spéciales de CD de mix. Certains sont énumérés ci-dessous.
- Bootylicious (Transient Mix)
- Bootylicious (Ultimix Remix)
- Bootylicious (UK Mix)
- Bootylicious (Groove Chronicles Remix)
- Smells Like Teen Booty alias Smells Like Bootylicious - Nirvana vs. Destiny's Child (mash-up deSmells Like Teen Spirit / Bootylicious)

## Classements
| Classement (2001),              | Meilleure position |
| ------------------------------- | ------------------ |
| Australie                       | 4                  |
| Autriche                        | 23                 |
| Belgique (Néer.)                | 9                  |
| Belgique (Fr.)                  | 7                  |
| Canada                          | 4                  |
| Danemark                        | 12                 |
| Pays-Bas                        | 3                  |
| Finlande                        | 11                 |
| France                          | 14                 |
| Allemagne                       | 10                 |
| Grèce                           | 18                 |
| Italie                          | 16                 |
| Nouvelle-Zélande                | 4                  |
| Norvège                         | 5                  |
| Suède                           | 8                  |
| Suisse                          | 11                 |
| Royaume-Uni                     | 2                  |
| Billboard Hot 100               | 1                  |
| Billboard Hot Dance Club Play   | 13                 |
| Billboard Hot R&B/Hip-Hop Songs | 2                  |

## Reprises
Le groupe rock anglais Keane interprète un medley avec Bootylicious et Dirrty de Christina Aguilera sur le Live Lounge de Jo Whiley. Un enregistrement audio dans Radio 1's Live Lounge – Volume 2. Le casting de la série télévisée de la Fox Glee interprète une reprise dans l'épisode Hairography.
En 2020, le chanteur britannique Tom Rosenthal reprend le titre dans son album Stop Stealing The Covers!, paru sous son pseudonyme Edith Whiskers.